# Голубич (Книн)
Голубич (хорв. Golubić) — населений пункт у Хорватії, у Шибеницько-Книнській жупанії у складі міста Книн.

## Населення
Населення за даними перепису 2011 року становило 1029 осіб.
Динаміка чисельності населення поселення:

## Клімат
Середня річна температура становить 11,84 °C, середня максимальна – 25,06 °C, а середня мінімальна – -3,00 °C. Середня річна кількість опадів – 983 мм.
| Клімат поселення                              | Клімат поселення | Клімат поселення | Клімат поселення | Клімат поселення | Клімат поселення | Клімат поселення | Клімат поселення | Клімат поселення | Клімат поселення | Клімат поселення | Клімат поселення | Клімат поселення | Клімат поселення |
| Показник                                      | Січ.             | Лют.             | Бер.             | Квіт.            | Трав.            | Черв.            | Лип.             | Серп.            | Вер.             | Жовт.            | Лист.            | Груд.            |                  |
| Середній максимум, °C                         | 9,36             | 9,87             | 13,05            | 16,87            | 21,41            | 25,02            | 24,91            | 25,06            | 21,11            | 16,73            | 11,62            | 8,59             |                  |
| Середня температура, °C                       | 3,16             | 3,68             | 6,87             | 10,69            | 15,22            | 18,84            | 20,83            | 20,98            | 17,06            | 12,67            | 7,55             | 4,52             |                  |
| Середній мінімум, °C                          | −3               | −2,51            | 0,68             | 4,51             | 9,02             | 12,66            | 16,78            | 16,93            | 12,99            | 8,60             | 3,48             | 0,46             |                  |
| Норма опадів, мм                              | 76               | 71               | 78               | 85               | 74               | 74               | 53               | 63               | 91               | 102              | 118              | 98               |                  |
| Середньомісячна швидкість вітру, м/с          | 1.48             | 1.71             | 1.99             | 1.99             | 1.79             | 1.59             | 1.62             | 1.45             | 1.47             | 1.50             | 1.67             | 1.66             |                  |
| Середньомісячна сонячна радіація, кДж/м²·день | 5159             | 7874             | 11460            | 16005            | 19932            | 22265            | 24159            | 21020            | 15628            | 10057            | 5560             | 4387             |                  |
| --------------------------------------------- | ---------------- | ---------------- | ---------------- | ---------------- | ---------------- | ---------------- | ---------------- | ---------------- | ---------------- | ---------------- | ---------------- | ---------------- | ---------------- |
| Джерело:                                      |                  |                  |                  |                  |                  |                  |                  |                  |                  |                  |                  |                  |                  |